# Louis Perego
Louis Perego, né le 24 juin 1948 dans le 3e arrondissement de Lyon, est un écrivain français principalement connu pour ses travaux autobiographiques traitant de l'incarcération, ainsi que pour son engagement militant. Il est également un homme de radio : il a cofondé Radio d'ici, radio dans laquelle il est impliqué depuis ses débuts.

## Biographie
Né en 1948 dans une famille pauvre qui compte sept enfants, Louis Perego doit quitter l’école à 14 ans après le certificat d’Études Primaires. Il est d’abord apprenti chaudronnier, puis ouvrier dans la banlieue lyonnaise avant d’être incorporé pour le service national dans l’infanterie. Un contre appel lui vaut 15 jours de cachot. Il se lance dans le braquage de banques pour échapper à l'usine.
Entre 1970 et 1994, Louis Perego effectue 18 années de réclusion dont une grande partie à l’isolement à cause de son militantisme. Il lit beaucoup, reprend des études grâce à l’association de cours par correspondance « Auxilia » puis à l’obstination d’un professeur de psychologie de Lyon 2.
Il est également un homme de radio, travaillant plusieurs années pour Radio pluriel qu'il intègre par l'entremise de Patrice Berger, avant de monter Radio d'ici en 1996 basée à Saint-Julien-Molin-Molette.

## Œuvres et activités

### Ouvrages
- 1990 : Retour à la case prison (autobiographie), Éditions ouvrières, réédité en 2018 chez Jean-Pierre Huguet éditeur
- 1993 : Vigilances, lettres par-dessus les murs (correspondance), coécrit avec Jean-Yves Loude et Nadjib Boussada, Aléas éditeur
- 1995 : Le coup de grâce (autobiographie), Éditions de l’Atelier
- 2018 : Une longue peine (récits), Édition la passe du vent, collectif
- 2018 : Nico (roman), auto-édition

### Théâtre

#### Acteur
- 2017 : « Une longue peine » de Didier Ruiz, Compagnie des Hommes, distribution : André Boiron, Annette Foëx, Éric Jayat, Alain Pera, Louis Perego[5].
- 2022- : Parloirs libres, conférence dérangée, avec Annette Foëx et Christine Perego.

### Films documentaires
- 2017 : « Après l'ombre de Stéphane Mercurio

- 2018 : « Enfermé mais vivant » de Clémence Davigo

- 2019 : « L’écriture en prison » de Jacques Joubert